# Isobel Pooley
Isobel Pooley (Londra, 21 dicembre 1992) è un'ex altista britannica.
Nel 2014 si è laureata presso l'Università di Nottingham.

## Palmarès
| Anno                                  | Manifestazione          | Sede      | Evento        | Risultato | Prestazione | Note                          |
| ------------------------------------- | ----------------------- | --------- | ------------- | --------- | ----------- | ----------------------------- |
| In rappresentanza della Gran Bretagna |                         |           |               |           |             |                               |
| 2010                                  | Mondiali juniores       | Moncton   | Salto in alto | 14ª (q)   | 1,78 m      |                               |
| 2011                                  | Europei juniores        | Tallinn   | Salto in alto | 13ª (q)   | 1,80 m      |                               |
| 2012                                  | Europei                 | Helsinki  | Salto in alto | 21ª (q)   | 1,78 m      |                               |
| 2013                                  | Europei under 23        | Tampere   | Salto in alto | 4ª        | 1,90 m      |                               |
| 2015                                  | Europei indoor          | Praga     | Salto in alto | 17ª (q)   | 1,82 m      |                               |
| 2015                                  | Mondiali                | Pechino   | Salto in alto | 19ª (q)   | 1,89 m      |                               |
| 2016                                  | Mondiali indoor         | Portland  | Salto in alto | 10ª       | 1,89 m      |                               |
| 2016                                  | Europei                 | Amsterdam | Salto in alto | 16ª (q)   | 1,85 m      |                               |
| In rappresentanza dell' Inghilterra   |                         |           |               |           |             |                               |
| 2014                                  | Giochi del Commonwealth | Glasgow   | Salto in alto | Argento   | 1,92 m      | Miglior prestazione personale |